# Alan Davie
James Alan Davie, född 28 september 1920 i Grangemouth i West Lothian, död 5 april 2014 i Hertfordshire, var en brittisk (skotsk) målare, grafiker och musiker.

## Biografi
Davie studerade vid Edinburgh College of Art i slutet av 1930-talet. En tidig utställning av hans verk kom genom Society of Scottish Art.
Davie reste mycket och i Venedig påverkades han av andra konstnärer i tiden, som Paul Klee, Jackson Pollock och Joan Miró, samt av ett brett utbud av kulturella symboler. I synnerhet blev utgormningen av hans målningar mycket påverkad av hans samhörighet med Zen. Efter att ha läst Eugen Herrigels bok  bok Zen in the Art of Archery (1953) tillgodogjorde han sig den spontanitet som Zen betonar.
I detta delar han en vision med surrealistiska konstnärer som Miro, och han har också varit fascinerad av den nyskapande psykoanalytikern Carl Jungs arbeten.
I kampen för det primitiva, ser han en roll för konstnären som liknar den hos shamanen, och har pekat på hur disparata kulturer har antagit gemensamma symboler i sina visuella språk.
Förutom målning, på såväl duk som papper (han har sagt att han föredrar att arbeta med papper), har Davie producerat flera litografier. Han fann en publik för sitt arbete både på kontinenten och i Amerika innan den brittiska allmänheten kunde förlika sig med hans blandning av gamla och nyuppfunna av symboler och hans explosiva penseldrag.
I sina föreläsningar har Davie betonat vikten av improvisation, som hans valda metod. Hans hållning var att som en inspirerad spåman motstå framväxt av rationell civilisation.
Efter andra världskriget spelade Davie tenorsax i ansedda Tommy Sampson Orchestra, som grundades i Edinburgh. Musikaliskt spelar Davie också piano, cello och basklarinett. I början av 1970-talet ledde hans intresse för fri improvisation till ett nära samarbete med slagverkaren Tony Oxley. Hans målningar har också inspirerat musik av andra, särskilt basisten och kompositören Barry Guy.

### Fotnoter
1. ↑  Alan Davie, Scottish artist, has died aged 93